# 洛朗·弗雷西内
洛朗·弗雷西内（法語：Laurent Fressinet，1981年11月30日—），法国国际象棋棋手、国际象棋特级大师。
弗雷西内是2006年、2007年欧洲国际象棋超快棋亚军，2009年、2011年法国国际象棋快棋冠军。他于2010年与2014年两度夺得法国国际象棋全国冠军，并2012年获欧洲国际象棋个人亚军。2014年，他曾担任参加国际象棋世界冠军赛的马格努斯·卡尔森的助手。2015年，他先后获得扑克之星马恩岛国际象棋赛并列第一与卡尔波夫杯快棋赛冠军。
弗雷西内的妻子是法国国际大师阿尔米拉·斯克里普琴科，后者也是若埃尔·洛捷的前妻。